# Bulzi
Bulzi – miejscowość i gmina we Włoszech, w regionie Sardynia, w prowincji Sassari. Graniczy z Laerru, Perfugas, Santa Maria Coghinas i Sedini.
Według danych na rok 2004 gminę zamieszkiwały 634 osoby, 30,2 os./km².